# Барклай (Нью-Джерсі)
Барклай (англ. Barclay) — переписна місцевість (CDP) в США, в окрузі Кемден штату Нью-Джерсі. Населення — 4656 осіб (2020).

## Географія
Барклай розташований за координатами 39°54′4″ пн. ш. 75°0′3″ зх. д. / 39.90111° пн. ш. 75.00083° зх. д. (39.901243, -75.000829).  За даними Бюро перепису населення США в 2010 році переписна місцевість мала площу 4,30 км², уся площа — суходіл.

## Демографія
Згідно з переписом 2010 року, у переписній місцевості мешкало 4428 осіб у 1621 домогосподарстві у складі 1334 родин. Густота населення становила 1031 особа/км².  Було 1651 помешкання (384/км²).
Расовий склад населення:
| - 94,6 % — білих - 2,6 % — азіатів - 1,1 % — чорних або афроамериканців - 0,1 % — корінних американців |

До двох чи більше рас належало 1,1 %. Частка іспаномовних становила 2,6 % від усіх жителів.
За віковим діапазоном населення розподілялося таким чином: 23,7 % — особи молодші 18 років, 59,4 % — особи у віці 18—64 років, 16,9 % — особи у віці 65 років та старші. Медіана віку мешканця становила 45,5 року. На 100 осіб жіночої статі у переписній місцевості припадало 96,8 чоловіків;  на 100 жінок у віці від 18 років та старших — 93,6 чоловіків також старших 18 років.
Середній дохід на одне домашнє господарство  становив 141 356 доларів США (медіана — 117 875), а середній дохід на одну сім'ю — 154 436 доларів (медіана — 129 917). Медіана доходів становила 96 786 доларів для чоловіків та 55 787 доларів для жінок. За межею бідності перебувало 3,2 % осіб, у тому числі 4,0 % дітей у віці до 18 років та 1,4 % осіб у віці 65 років та старших.
Цивільне працевлаштоване населення становило 2321 осіб. Основні галузі зайнятості: освіта, охорона здоров'я та соціальна допомога — 28,2 %, науковці, спеціалісти, менеджери — 17,0 %, фінанси, страхування та нерухомість — 10,7 %, мистецтво, розваги та відпочинок — 8,8 %.